# Célestine Rabourdin
Pour les articles homonymes, voir Rabourdin.
Célestine Rabourdin, née Célestine Leprince en 1796,  est un personnage de La Comédie humaine d'Honoré de Balzac. On la cite dans de nombreux romans sans qu'elle y intervienne vraiment. Elle est surtout présente dans Les Employés ou la Femme supérieure, L'Interdiction et César Birotteau. Mais son salon est mentionné dans presque tous les ouvrages de La Comédie humaine. 
Très jolie femme, bonne musicienne, instruite en sciences et lettres, elle est mariée par son père (devenu veuf) à l'âge de dix-sept ans, à Xavier Rabourdin, un employé de bureau qui ambitionne de l'avancement. Malgré la modestie de sa condition sociale, Célestine réussit à tenir salon et même à briller dans un certain milieu intellectuel parisien. Les « mercredis » de Célestine Rabourdin sont le lieu de rendez-vous d'un très grand nombre de personnages de La Comédie humaine.
Horace Bianchon la considère avec bienveillance. En 1824, elle a une certaine notoriété qui lui permet de rivaliser avec madame Colleville dans Les Employés ou la Femme supérieure. Elle est surnommée « la Célimène de la rue Duphot » par cette dernière qui la déteste car elle s'assiste jamais aux « concerts Colleville ».
En 1825, Célestine décide de séduire le comte des Lupeaulx, dans l'espoir d'obtenir de l'avancement pour son mari qu'elle a entraîné dans des dépenses inconsidérées. Mais le comte des Lupeaulx se moque d'elle et ne fait rien pour obtenir le poste de chef de division que Xavier Rabourdin convoite. Rabourdin finit même par démissionner, sa situation étant devenue intenable. Le couple se retrouve dans la gêne avec un revenu d'à peine quatre mille livres. Pourtant, en 1828, dans L'Interdiction, Célestine bénéficie toujours de la considération d'Eugène de Rastignac.
C'est un personnage à la fois peu présent dans La Comédie humaine (trois ouvrages), mais souvent cité. On parle du « mercredi » de Célestine Rabourdin comme d'un évènement social important, surtout quand elle y rajoute le « vendredi », deuxième jour de salon.